# Ломский, Богумир
Богумир Ломский (чеш. Bohumír Lomský), военный псевдоним Ленц (Lenc); 22 апреля 1914, город Ческе-Будеёвице в Австро-Венгрии — 18 июня 1982, Прага) — чехословацкий военный и государственный деятель, генерал армии (5 ноября 1959 года).

## Биография
По национальности чех. Сын рабочего-металлиста, в годы Первой мировой войны эмигрировавшего за границу и воевавшего на стороне Антанты в составе чешского легиона во Франции. Окончил гимназию, после чего в 1933 году поступил на военную службу в Чехословацкую армию. Окончил школу младших офицеров, в 1934 году командовал взводом в 6-м пехотном полку имени Яна Гуса (Ческе-Будеёвице). В том же году поступил в академию. В 1936 году окончил Военную академию в Границе. С 1936 года командовал взводом и с января 1938 года — ротой в 14-м пехотном полку в Кошице. В сентябре 1938 года окончил курсы авиационных наблюдателей в городе Простеёв, командовал звеном и был заместителем командира эскадрильи в 3-м авиационном полку (Ужгород). После оккупации Чехословакии войсками нацистской Германии в марте 1939 года уволен из армии. Поступил в химико-технологический университет в Праге. Но в августе 1939 года нелегально бежал из Чехословакии в Польшу, где вступил в Чехословацкий легион.

## Вторая мировая война
Вскоре после начала Второй мировой войны Чехословацкий легион был интернирован в СССР во время занятия восточных районов Польши Красной Армией. Сначала Ломский сумел скрыться и работал по найму в селе, весной 1940 года раскрыл себя и направлен в лагерь для интернированных лиц на территории Горьковской области в марте 1940 года был зачислен в состав так называемой «Восточной группы чехословацкий армии» (миссия Чехословацкой армии в СССР), где числился на должностях командира авиационной эскадрильи (хотя никаких авиационных подразделений в составе группы не было) и начальника штаба группы. Одним из первых в феврале 1942 года отозвался на призыв о формировании 1-го чехословацкого отдельного пехотного батальона, прибыл в город Бузулук и поступил в распоряжение командира батальона подполковника Людвика Свободы. Стал одним из его ближайших соратников, в феврале 1942 года назначен помощником командира батальона. В январе 1943 года назначен заместителем командира 1-го чехословацкого батальона по боевой подготовке.
В феврале 1943 года с батальоном прибыл на фронт и участвовал в сражении при Соколово на Юго-Западном фронте в ходе Харьковской оборонительной операции. В этом бою, ставшим для него боевым крещением, Богумир Ломский проявил мужество и отвагу. В мае 1943 года на базе батальона была создана 1-я отдельная чехословацкая пехотная бригада, в июне 1943 года штабс-капитан Богумир Ломский назначен её первым начальником штаба. А когда в апреле 1944 года был создан 1-й Чехословацкий армейский корпус — стал его начальником штаба. На этих постах прошёл весь боевой путь бригады и корпуса, принимал участие в Киевской наступательной, Житомирско-Бердичевской, Восточно-Карпатской, Западно-Карпатской, Моравско-Остравской, Пражской операциях. За храбрость в годы войны награждён несколькими чехословацкими и советскими орденами.
Во время войны, чтобы не пострадали члены семьи в оккупированной гитлеровцами Чехословакии, взял себе псевдоним «Ленц». Тем не менее, немцы установили факт участия Ломского в войне, его отец и мать были арестованы и отправлены в концлагерь. К счастью, они остались живы и были освобождены в мае 1945 года.

## Послевоенные годы
После Победы, короткое время в мае 1945 года, был начальником штаба 1-й чехословацкой армии, но вскоре был направлен на учёбу. Присутствовал в качестве почётного гостя на Параде Победы в Москве 24 июня 1945 года. В 1947 году окончил Высшую военную академию имени К. Е. Ворошилова в Москве. С августа 1947 года — начальник оперативного управления Генерального штаба Чехословацкой армии. С октября 1949 года — командир 2-й пехотной дивизии (Сушице). С сентября 1950 года — начальник штаба 1-го военного округа (Прага). С августа 1951 года — ректор Военно-технической академии Чехословацкой армии в Брно. С сентября 1953 года — первый заместитель Министра национальной обороны ЧССР. С апреля 1956 года — Министр национальной обороны ЧССР. Имел репутацию профессионала и много сделал для того, чтобы Чехословацкая народная армия считалась одной из самых боеспособных армий государств — участников Организации Варшавского договора. Но поскольку по должности министра входил в состав консервативного руководства Чехословакии, вскоре после начала событий «Пражской весны» в апреле 1968 года освобождён от должности министра и направлен на работу в Институт военной истории Чехословакии. Выражал открыто своё несогласие с вводом советских войск в Чехословакию.
В 1950 году вступил в Коммунистическую партию Чехословакии (вышел из неё в 1968 году), избирался в состав её Центрального комитета в 1958 и в 1966 годах. Депутат Национального собрания ЧССР в 1960—1968 годах. Депутат Федерального Собрания Чехословакии в 1969—1971 годах.
В мае 1970 года уволен в отставку. Работал в одном из технологических институтов в Праге.

## Воинские звания
- Аспирант (1933)
- Поручик (1936)
- Надпоручик
- Штабс-капитан (25.12.1943)
- Майор (1.10.1944)
- Подполковник (21.03.1945)
- Полковник (1.10.1946)
- Бригадный генерал (1.12.1949)
- Дивизионный генерал (3.10.1950)
- Генерал-поручик (12.06.1953)
- Генерал-полковник (8.12.1953)
- генерал армии (5.11.1959).

## Награды

### Чехословакия
- Орден Трудового Красного Знамени
- Орден Красной Звезды
- Два ордена Красной Звезды Труда
- Орден Белого льва «За Победу»
- Орден Словацкого национального восстания 1-й и 2-й степеней
- Шесть Военных крестов, первый — в 1943 году за сражение при Соколово,
- Две медали «За храбрость перед врагом»
- Медаль военных заслуг
- Соколовская памятная медаль (1948)
- другие медали ЧССР

### Иностранные
- Орден Красного Знамени (СССР, 23.03.1944), за освобождение Киева,
- Орден Отечественной войны 1-й степени (СССР, 1943), за сражение при Соколово,
- Медаль «За победу над Германией в Великой Отечественной войне 1941—1945 гг.» (СССР, 1945)
- Медаль «За освобождение Праги» (СССР, 1945)
- Орден «Крест Грюнвальда» 3-й степени (Польша)
- Орден «Virtuti Militari» 2-го класса (Польша)
- Орден Национального освобождения (Югославия)
- Орден Звезды Румынии
- Медаль «Братство по оружию» (Польша)
- Другие медали